# Aimé Dupont
Aimé Henri Louis Dupont conocido como Aimé Dupont (6 de diciembre de 1839 - 16 de febrero de 1900) fue un escultor y fotógrafo estadounidense nacido en Bélgica, más conocido por sus fotografías de cantantes de ópera cuando era el fotógrafo oficial de la Ópera Metropolitana de la ciudad de Nueva York.

## Primeros años de vida
Dupont nació en Bruselas, Bélgica, hijo de uno de los fotógrafos más destacados de la ciudad.  Se formó en la Escuela de Minas de Lieja, donde aprendió a extraer y pulir piedras para esculturas, así como el proceso técnico para crear agentes tonificantes fotográficos a partir de minerales. Después de su graduación, se mudó a París, Francia, para trabajar en Maison Walery como técnico de fotografía, además esculpía en su tiempo libre. A principios de la década de 1870, decidió iniciar su propio negocio de fotografía y escultura en los Campos Elíseos .  Durante este período, conoció y se casó con Etta Greer, una mujer estadounidense que pasó gran parte de su infancia en París. 
Dupont ganó algo de reconocimiento por sus dos artes, incluida una medalla de oro por fotografía en la Exposición de París de 1878 . Como escultor, más tarde fue nombrado caballero de la Legión de Honor.  Una de sus  notables obras fue un busto de Elihu B. Washburne, quien fue embajador de los Estados Unidos en Francia durante la administración de Ulysses S. Grant . 

## Emigración a los Estados Unidos
Como resultado del Pánico de 1884, muchos de sus clientes escultores se declararon en quiebra y Dupont descubrió que ya no podía mantener su negocio. Por consejo de su esposa, la pareja se mudó a la ciudad de Nueva York, donde establecieron un estudio de fotografía en Harlem, con Etta manejando las finanzas para que Dupont pudiera centrarse en el arte.  Su estrategia comercial era centrarse en retratos fotográficos de celebridades. Esto tuvo tanto éxito que en 1886 trasladaron el estudio al 574 La Quinta Avenida en Midtown Manhattan y pronto se convirtió en el fotógrafo oficial de la recién formada Metropolitan Opera.  Aunque el nuevo estudio también incluía espacio para la escultura, era la fotografía lo que resultó ser más lucrativo. 

## Técnicas
Dupont era como su contemporáneo Napoleon Sarony, famoso por su habilidad para minimizar los defectos de los sujetos fotografiados, sobre todo mediante el uso de la perspectiva . Una anécdota cuenta que Dupont demostró esto a una clase de aficionados usando dos modelos femeninas, una delgada y la otra gruesa. Al colocarlas cara a cara, el brazo del primer plano de la mujer delgada parecía tener el mismo tamaño que el brazo del fondo de la mujer corpulenta.  También era experto en el uso de la luz natural y equipó su estudio con reflectores y pantallas para aumentar el efecto de la luz solar. 

## Vida posterior

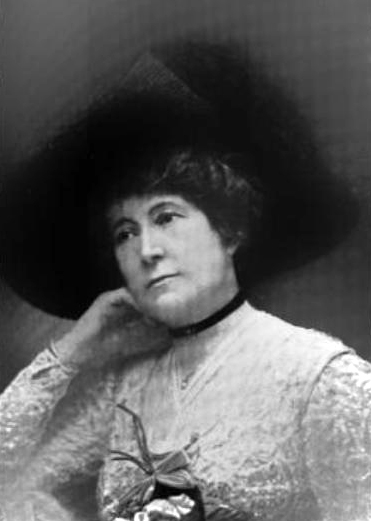
Etta Greer Dupont

En la década de 1890, Dupont comenzó a sufrir cáncer de estómago. Justo antes de una sesión con Emma Eames (la primera soprano lírica estadounidense), enfermó y no pudo trabajar. A pesar de no haber trabajado nunca en fotografía antes, Etta Dupont intervino y logró cumplir con el compromiso. A partir de ese momento, ella sería la encargada de hacer posar a los sujetos.  Dupont murió a causa de su enfermedad el 16 de febrero de 1900.  Etta, a partir de entonces, se convirtió en la fotógrafa de la empresa (y años después, su hijo Albert también le llegó su turno detrás de la cámara), manteniendo el nombre de Aimé Dupont Studio. Durante años, muchos de los sujetos fotográficos creyeron que ella era Aimé Dupont.  Sus esfuerzos resultaron lo suficientemente exitosos como para que abriera otro estudio en Newport, Rhode Island, y fotografiara a la alta sociedad cuando durante los veranos cerraba el estudio de Nueva York . Sin embargo, en 1906 la Ópera Metropolitana, el principal cliente del estudio, contrató a su propio fotógrafo y, sin la dirección artística de Dupont, el negocio empezó a sufrir.  En 1920, Etta tuvo que declararse en quiebra.  Vendió el negocio a un inversor y el nombre Aimé Dupont Studio continuó como estudio de retratos hasta la década de 1950. 

## Galería

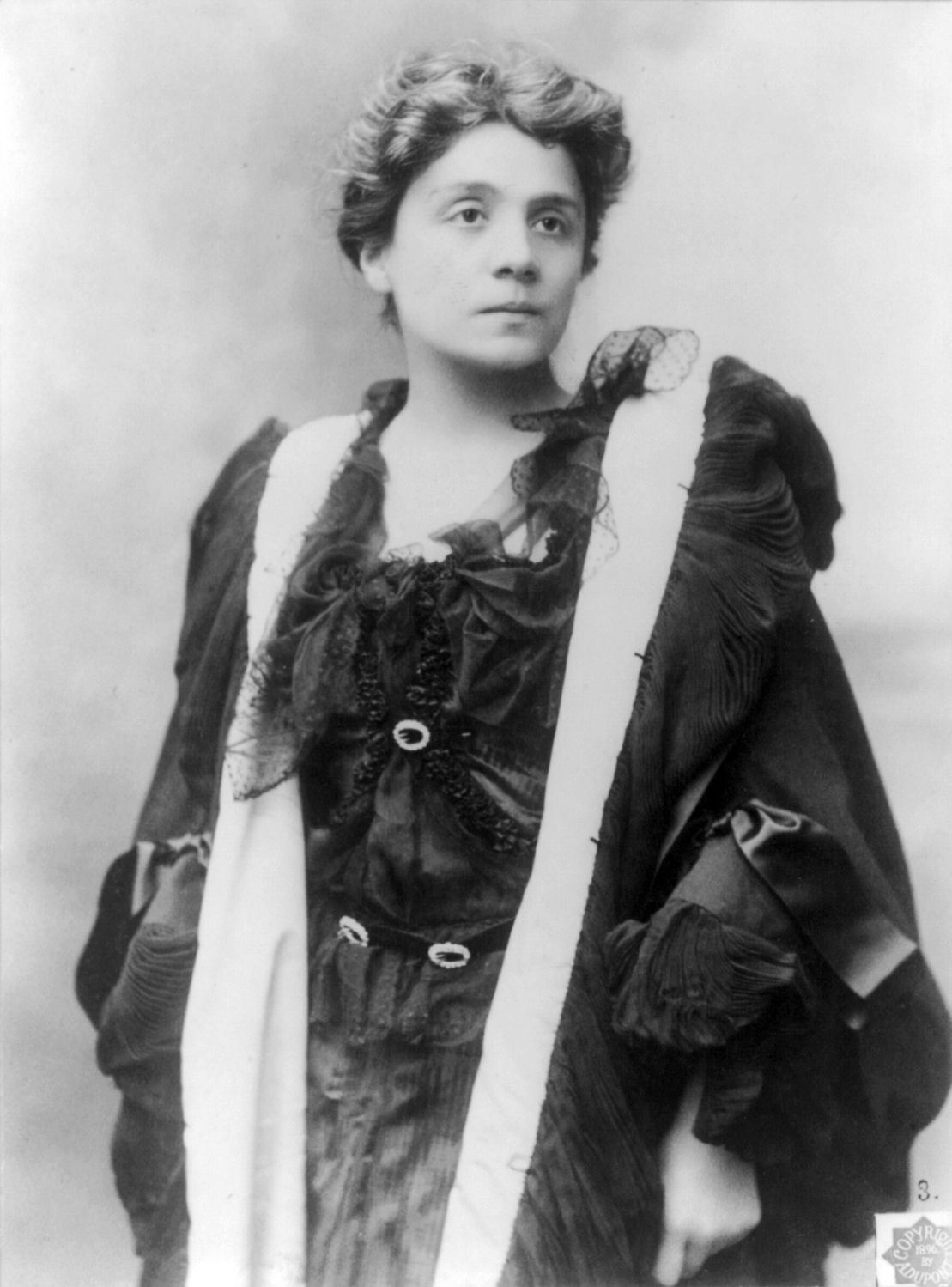
Eleonora Duse, 1890
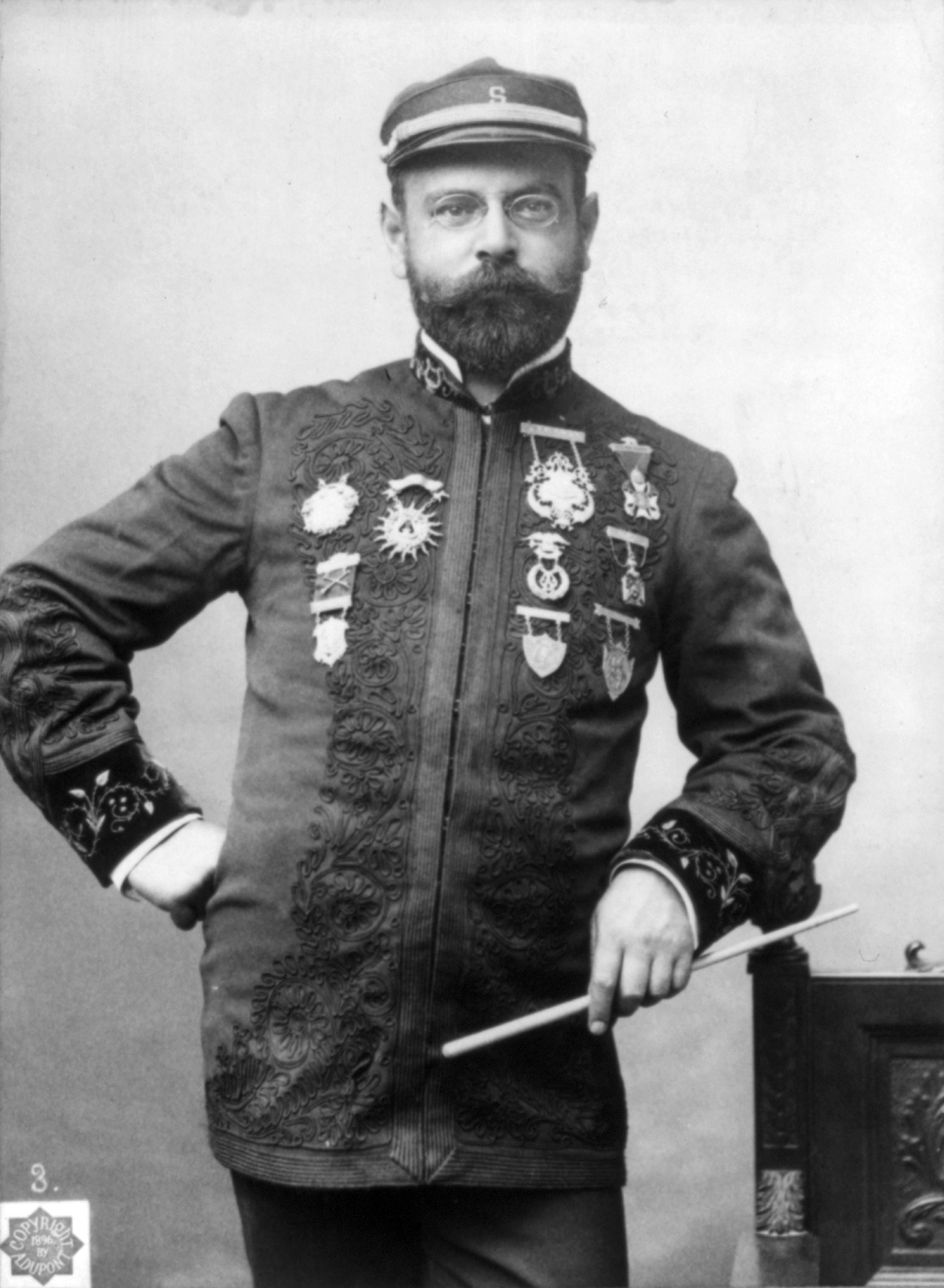
Juan Felipe Sousa, 1896
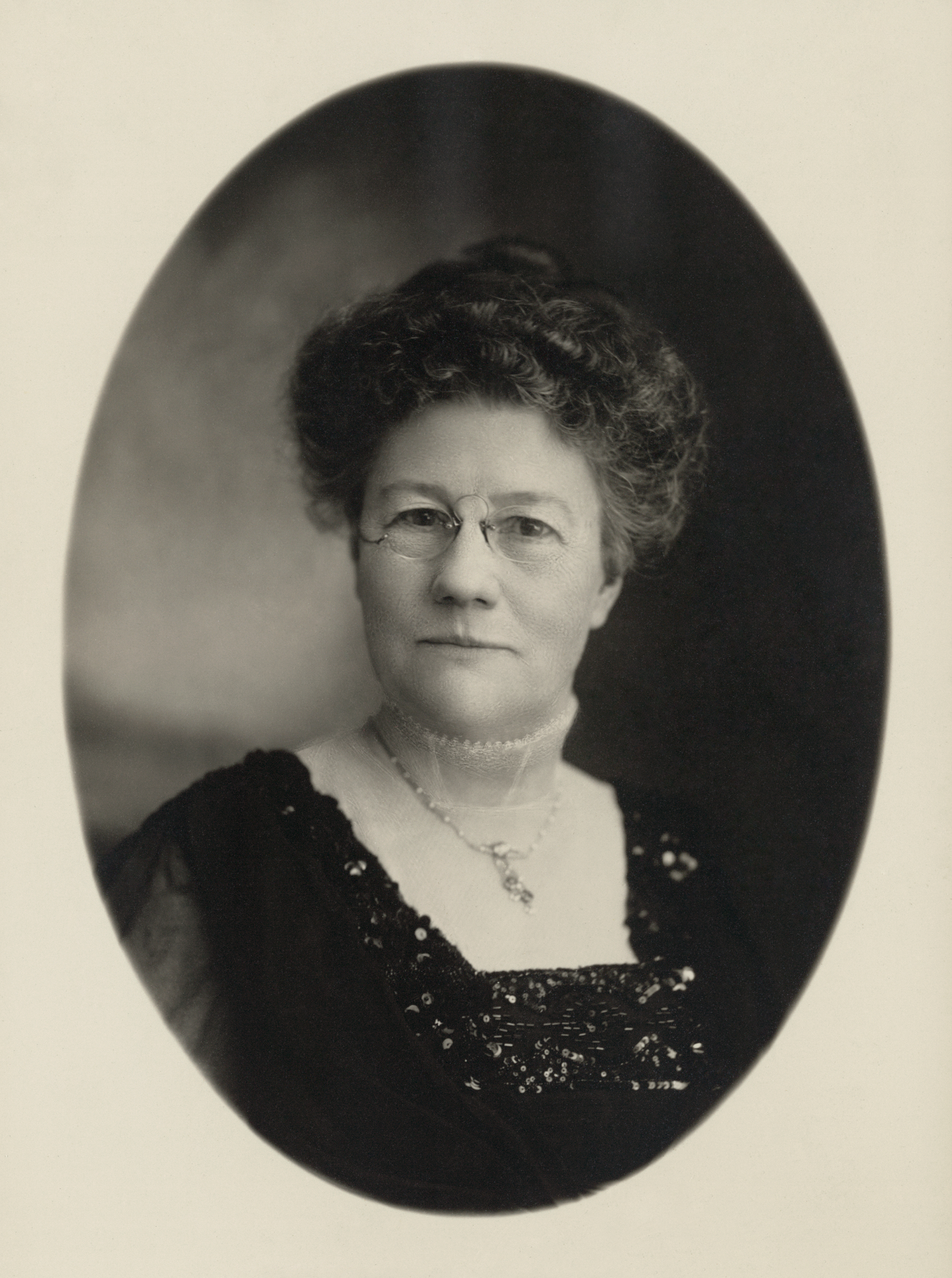
Ida Husted Harper, ca. 1910-20 (fotografía de Etta Greer o Albert Dupont)